# Diphyus numericus
Diphyus numericus är en stekelart som först beskrevs av Cameron 1897.  Diphyus numericus ingår i släktet Diphyus och familjen brokparasitsteklar. Inga underarter finns listade i Catalogue of Life.